# وانگ یینگ (ورزشکار)
وانگ یینگ (انگلیسی: Wang Ying؛ زادهٔ ۳۱ دسامبر ۱۹۶۸) بازیکن سافت‌بال اهل چین است.